# Gepivoteerde isokubische kromme
Een gepivoteerde isokubische kromme is een type derdergraads kromme omgeschreven aan een driehoek. De kromme wordt bepaald door een isoverwantschap en een vast punt, de pivot {\displaystyle P} genoemd. 

## Coördinaten
In barycentrische coördinaten, als {\displaystyle P=(u:v:w)} en de isoverwantschap gegeven is door
{\displaystyle (x:y:z)\mapsto (fyz:gxz:hxy)}
dan is een vergelijking van de gepivoteerde isokubische kromme gegeven door
{\displaystyle {\mathcal {K}}:ux(hy^{2}-gz^{2})+vy(fz^{2}-hx^{2})+wz(gx^{2}-fy^{2})=0}.

## Eigenschappen
- De punten {\displaystyle A,B,C,P} en {\displaystyle P'}, de invariante punten van de isoverwantschap en de hoekpunten van de ceva-driehoek van {\displaystyle P} liggen op {\displaystyle {\mathcal {K}}}.
- De raaklijnen aan {\displaystyle {\mathcal {K}}} in {\displaystyle A,B} en {\displaystyle C} gaan door één punt.

## Soorten
Gepivoteerde kubische krommen met de corresponderende isoverwantschap:
- Gepivoteerde isogonale kubische krommen met isogonale verwantschap
  - Kubische kromme van Darboux
  - Kubische kromme van Neuberg
  - Kubische kromme van Thomson
- Gepivoteerde isotomische kubische krommen met isotomische verwantschap
  - Kubische kromme van M'Cay

## Websites
- MathWorld. Pivotal Isocubic.